# IC 3951
IC 3951 је спирална галаксија у сазвјежђу Береникина коса која се налази на листи објеката дубоког неба у Индекс каталогу.
Деклинација објекта је + 18° 45' 53" а ректасцензија 12h 59m 10,1s. Привидна величина (магнитуда) објекта IC 3951 износи 16,2 а фотографска магнитуда 17,0. IC 3951 је још познат и под ознакама NPM1G +19.0337, PGC 3090104.